# Batalla del Aeródromo de Río Hato
La Batalla del Aeródromo de Río Hato tuvo lugar durante la invasión de Estados Unidos a Panamá el 20 de diciembre de 1989, en Río Hato, Provincia de Coclé, el combate se libró entre el Ejército de Estados Unidos y las Fuerzas de Defensa de Panamá. El 20 de diciembre de 1989, el 75.º Regimiento Ranger, del ejército de Estados Unidos, lanzó un ataque sorpresa a la base militar de Rio Hato, la cual era la base militar más grande que tenían las Fuerzas de Defensa de Panamá en todo el territorio del país, aproximadamente setenta millas al sur de Ciudad de Panamá. 
El objetivo del ataque era capturar las guarniciones de las  compañías de las Fuerzas de Defensa de Panamá que estaban alojadas en la base, asegurar la pista del aeródromo y tomar control de la casa de playa del general Manuel Antonio Noriega.

## La Batalla

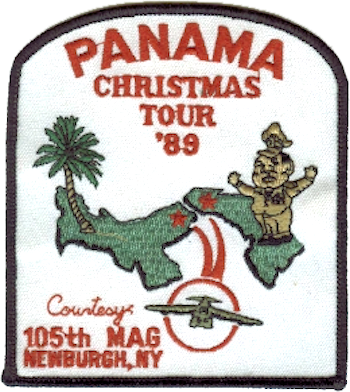
105º Grupo de Transporte Aéreo Militar

En la hora H, dos caza-bombarderos furtivos F-117A tiraron 2 bombas de 2.000 libras de precisión. Fueron tiradas en un intento de aturdir y confundir a la guarnición de las compañías de infantería de las Fuerzas de Defensa alojadas ahí, las cuales defendían fuertemente el aeródromo.
En lugar de caer y estallar en sus objetivos, ambas bombas cayeron cerca y despertaron a la guarnición. Las compañías de Fusileros 6ª y 7ª de las Fuerzas de Defensa sumaban 520 soldados en total. Además de esto, la séptima compañía de infantería Macho de Monte, la cual también estaba alojada en la base, era conocida por ser "parte de las fuerzas mejor entrenadas y más leales de Noriega", dentro de la estructura de las Fuerzas de Defensa de Panamá.
Desde trece aviones de transporte C-130 Hércules, que habían estado volado sin escalas desde Estados Unidos, se lanzaron en paracaídas dos batallones del 75.º Regimiento Ranger, del ejército de Estados Unidos, desde una altitud peligrosamente baja de 500 pies. Los paracaidistas sufrieron bajas cuando recibieron fuego en el aire y una decena resultaron heridos durante el aterrizaje. Reunidos rápidamente en la oscuridad, dos compañías del Regimiento Ranger, se desplegaron para aislar el aeródromo, cortar la carretera Panamericana que lo atraviesa y tomar un depósito de municiones cercano.
Mientras tanto, otra compañía atacó las instalaciones cercanas de la Escuela de Suboficiales Benjamín Ruíz, y otra golpeó a las dos compañías de las Fuerzas de Defensa de Panamá que estaban desplegadas para defender el aeródromo. La lucha se convirtió en un feroz intercambio de disparos, con el fuego terrestre del Regimiento Ranger fuertemente reforzado por el apoyo de una cañonera AC-130 "Spectre" y varios helicópteros de ataque.
Los edificios de las instalaciones de la base militar en disputa, cayeron en combates de habitación a habitación luego de un uso liberal de granadas y rifles automáticos a corta distancia. La batalla del aeródromo de Rio Hato en total se prolongó durante aproximadamente cinco horas, momento en el que el Regimiento Ranger había asegurado Rio Hato, así como la lujosa casa de playa de Noriega ubicada cerca de la base.
Sin embargo, en un caso de identidad errónea, un helicóptero de ataque estadounidense confundió a un escuadrón del Regimiento Ranger con un grupo de las Fuerzas de Defensa de Panamá y disparó, matando a dos Rangers e hiriendo a otros cuatro Rangers.

## Damificaciones
El ejército estadounidense perdió 4 muertos, 18 heridos y 26 heridos en el salto. En Rio Hato, las Fuerzas de Defensa de Panamá tuvieron 34 soldados muertos, 362 fueron capturados y un enorme inventario de armas abandonadas. Alrededor de 200 soldados de las Fuerzas de Defensa lograron huir al campo y evadir la captura.